# قطعنامه ۶۲۳ شورای امنیت
قطعنامه ۶۲۳ شورای امنیت سازمان ملل متحد که در تاریخ ۲۳ نوامبر ۱۹۸۸ تصویب شد، سندی بین‌المللی دربارهٔ آفریقای جنوبی است. این قطعنامه طی نشست ۲۸۳۰ام با ۱۳ رای موافق، ۰ مخالف و ۲ ممتنع تصویب شد.